# 홍경래
홍경래(洪景來, 1780년~1812년 5월 29일(음력 4월 19일))은 조선 순조 시대 평안도 농민 반란군의 지도자이다. 본관은 남양(南陽)이다.

## 생애
평안도 용강군 다미면(多美面)에서 태어났다. 몰락한 양반 출신이라고 전해지지만 거의 평민 수준으로 곤궁하게 살았다. 그는 유교, 병법, 풍수지리 등을 익히고 서당에서 아이들을 가르치기도 한 지식인이었다.
1797년 평양 향시에 합격했으나 이듬해 1798년 사마시(司馬試)에 실패하고 집을 나가 방랑하면서 거사를 꿈꾸었다.

### 홍경래의 난
1811년 홍경래는 조선 정부에 대항하는 농민군을 이끌고 반란을 일으켜 정주를 비롯하여 서북 지방 상당수를 지배했다. 이를 홍경래의 난이라고 한다. 세력이 최고조에 이르렀을때는 청천강 이북을 거의 지배했다.
1812년 5월 29일(음력 4월 19일) 관군에게 정주성이 함락될 때 관군의 총에 맞아 전사하였다. 또한 그의 심복들인 우군칙(禹君則, 1776년 ∼ 1812년)과 홍총각(洪總角, 1785년? ~ 1812년)도 관군에 체포되어 주살되고 말았다.

## 홍경래가 등장한 작품

### TV 드라마
- 일출봉(1992년, MBC 문화방송 드라마) - 현석
- 상도(2002년, MBC 문화방송 드라마) - 박찬환
- 구르미 그린 달빛(2016, KBS 한국방송공사 드라마) - 정해균

## 같이 보기
- 동학 농민 혁명